# Palazzo San Pio X

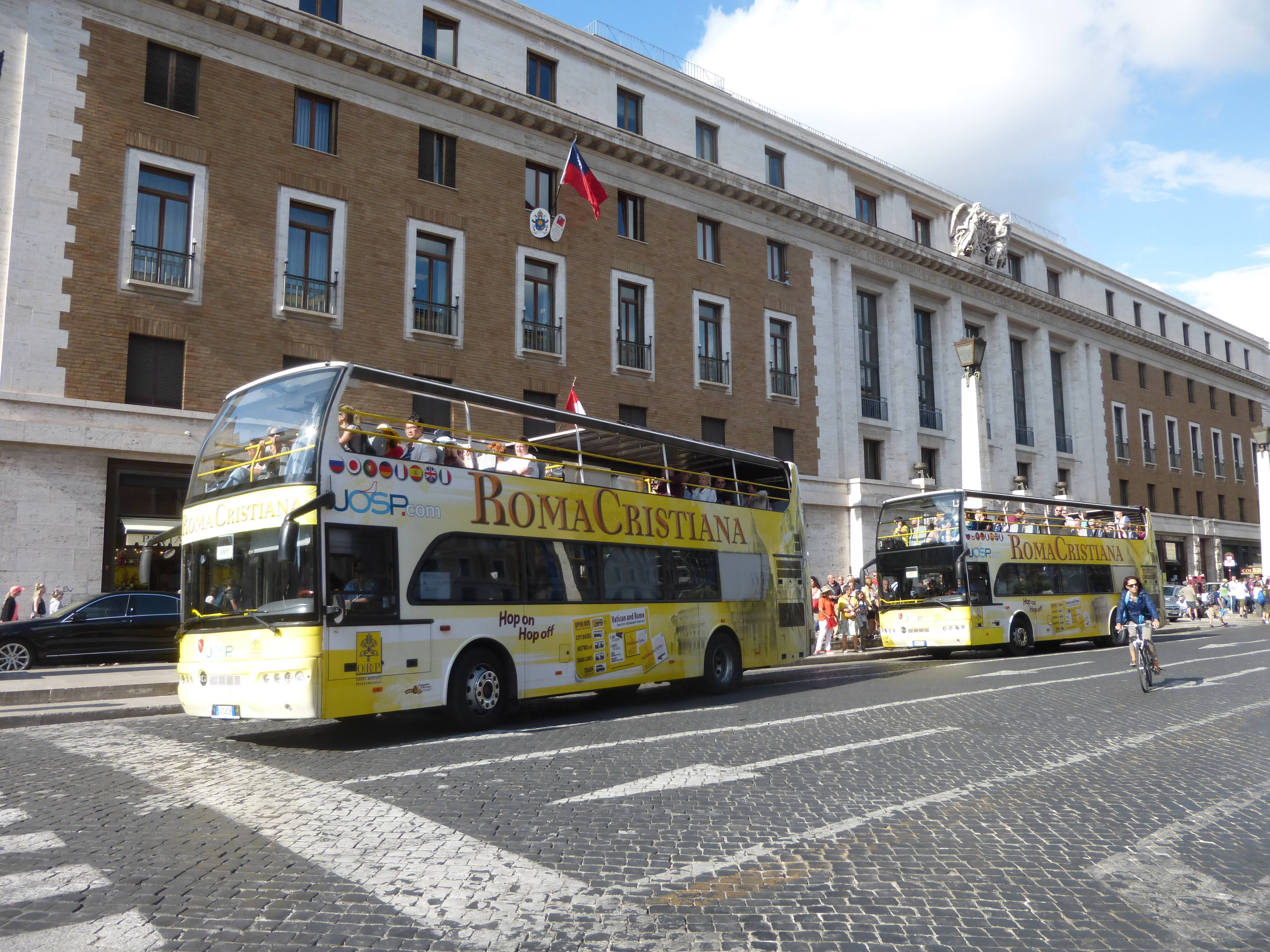
Fachada na Via della Conciliazione.

Palazzo San Pio X, conhecido apenas como Palazzo Pio, é um palácio modernista localizado no início da Via della Conciliazione, no rione Borgo de Roma, bem em frente ao Palazzo dell'Azione Cattolica e que serve de acesso ao Auditorium della Conciliazione. O edifício abriga a sede de diversos escritórios da Cúria Romana e as embaixadas do Canadá e Taiwan à Santa Sé. 
Batizado em homenagem ao papa São Pio X, o edifício foi cedido à Santa Sé pelo estado italiano em 1979 em troca do Palazzo della Dataria, no monte Quirinal; atualmente é uma das propriedades extraterritoriais da Santa Sé em Roma.

## História

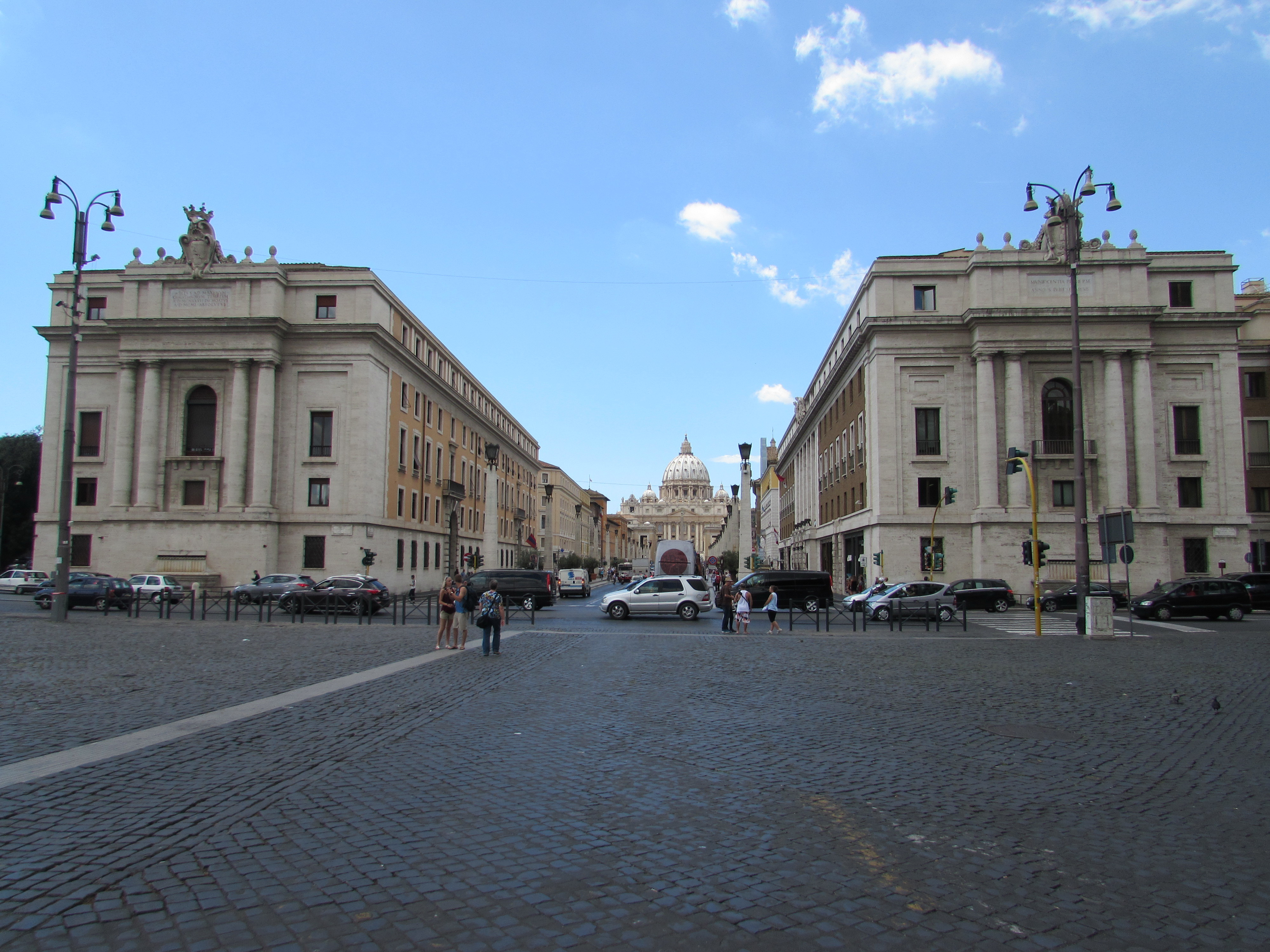
Palazzo dell'Azione Cattolica (esq.) e Palazzo San Pio X (dir.) flanqueando a entrada da Via della Conciliazione na Piazza Pia.

O palácio ocupa todo um quarteirão para o norte da Via della Conciliazione e está delimitado pela Via della Traspontina, pelo Borgo Sant'Angelo e o Passetto di Borgo e pela Piazza Pia. Do outro lado da praça está o Castel Sant'Angelo. 
Além das embaixadas e o auditório, estão sediados ali o Pontifício Conselho Cor Unum, a Rádio Vaticano e o Dicastério para Comunicação.